# Pádraig Flynn
Pádraig Flynn (né le 9 mai 1939) est un ancien homme politique irlandais du Fianna Fáil qui est commissaire européen aux Affaires sociales de 1993 à 1999, ministre de l'Industrie et du Commerce et ministre de la Justice de 1992 à 1993, ministre de l'Environnement de 1987 à 1991, ministre du Commerce et du Tourisme d'octobre 1982 à décembre 1982, ministre du Gaeltacht de mars 1982 à octobre 1982 et ministre d'État au ministère des Transports de 1980 à 1981. Il est Teachta Dála (TD) pour la circonscription de Mayo West de 1977 à 1994,.

## Jeunesse
Flynn est né à Castlebar, dans le comté de Mayo, en 1939. Il est le fils de Patrick et Anne Flynn. Il fait ses études au St. Gerald's College de Castlebar et est diplômé du St Patrick's College of Education de Dublin. Sa mère possède une petite boutique à Castlebar. Il se marie en 1963 avec Dorothy et ils ont quatre enfants, un fils et trois filles. Une de ses filles, Beverley Flynn (en), est également une femme politique du Fianna Fáil.
Il exerce ses premières fonctions politiques en 1967, lorsqu'il devient membre du conseil du comté de Mayo. Dix ans plus tard, aux élections générales de 1977, il est élu au Dáil Éireann en tant que député du Fianna Fáil pour la circonscription de Mayo West.
Il est connu sous le surnom de « Pee Flynn ».

## Carrière ministérielle
Flynn est un partisan de Charles Haughey lors de l'élection à la direction du Fianna Fáil en 1979. Sa loyauté est récompensée lorsqu'il devient ministre d'État au ministère des Transports et de l'Énergie. Flynn rejoint le Cabinet pour la première fois après les élections générales de février 1982, lorsqu'il est nommé ministre du Gaeltacht. En octobre 1982, lors d'un léger remaniement, il devient ministre du Commerce et du Tourisme. Cependant, son mandat à ce poste est bref, puisque le Fianna Fáil perd les élections générales de novembre 1982.
Le Fianna Fáil revient au pouvoir lors des élections générales de 1987 et Flynn devient ministre de l'Environnement. Deux ans plus tard, il s'oppose à la formation d'un gouvernement de coalition avec les Démocrates progressistes, le décrivant comme « une atteinte aux valeurs fondamentales du Fianna Fáil ». En 1990, il s'en prend à la candidate de l'opposition à la présidentielle, Mary Robinson, dans une émission de radio, l'accusant « d'avoir un intérêt récent pour sa famille » dans le cadre de sa campagne électorale. Cette attaque se retourne contre lui, poussant de nombreuses femmes qui soutenaient initialement Lenihan à soutenir Robinson. La campagne de Lenihan ne s'est jamais rétablie et Robinson devient la première femme présidente d'Irlande.
En 1991, Flynn est limogé du Cabinet en raison de son soutien à une motion de censure contre le Taoiseach, Charles Haughey. Puis, en 1992, Albert Reynolds devient Taoiseach et Flynn est récompensé pour son soutien à Reynolds en devenant ministre de la Justice. En 1993, il quitte la politique nationale lorsqu'il est nommé commissaire européen irlandais. Il est reconduit dans ses fonctions par le gouvernement Fine Gael - Parti travailliste en 1995 et, à ces deux occasions, occupe le portefeuille des affaires sociales.

## La controverse du Late Late Show
Le 15 janvier 1999, Flynn fait des commentaires lors d'une émission de discussion en direct (The Late Late Show) concernant l'homme d'affaires Tom Gilmartin et un don de 50 000 IR£ au parti Fianna Fáil. Dans la même émission, à la suite d'une question du journaliste Barry O'Halloran sur la rémunération des commissaires européens, Flynn décrit son salaire et son style de vie en tant que commissaire de l'Union européenne comme étant « d'environ 140 000 IR£, payant 33 % d'impôts, ce qui équivaut à IR£ ». 100 000 net. [...] C'est un travail bien payé." Il déclare que ce poste génère des dépenses supplémentaires pour entretenir trois maisons, des voitures, des femmes de ménage et des déplacements réguliers, et décrit les tracas impliqués. Cette présentation est considérée comme excentrique et déconnectée de la réalité à une époque où les prix de l’immobilier augmentaient considérablement.
Le présentateur de l'émission, Gay Byrne, demande alors à Flynn s'il connait Gilmartin. Flynn répond qu'il le connait bien. Flynn semble critiquer la stabilité émotionnelle de Gilmartin, évoquant la maladie de la femme de Gilmartin. Gilmartin, qui regardait The Late Late Show sur Tara Television chez lui à Luton en est blessé et répond en divulguant les détails des réunions qu'il a eues avec Flynn au tribunal McCracken.
L'interview est largement décrite comme la fin de la carrière politique de Flynn,,,.

## Retraite de la politique
Le deuxième mandat de Flynn en tant que commissaire européen prend fin début septembre 1999, lorsque l'ensemble de la commission démissionne en raison d'allégations de fautes de la part du Parlement européen. Il n'est pas reconduit à la commission et se retire complètement de la politique. Il est membre du Comité d'Honneur de l'Institut des Affaires Internationales et Européennes.
Flynn est cité devant le tribunal de Mahon pour avoir reçu de l'argent de Frank Dunlop destiné au Fianna Fáil, mais détourné vers l'usage personnel de Flynn,. Le 22 mars 2012, le rapport final du Tribunal Mahon est publié. Il constate que Flynn a demandé "à tort et par corruption" un don substantiel à Tom Gilmartin pour le parti Fianna Fáil et qu'après avoir reçu 50 000 IR£ de Gilmartin à cette fin, Flynn a utilisé cet argent à son avantage personnel et que le don a financé au moins une partie importante de l'achat d'une ferme dans le comté de Mayo.
Le 26 mars 2012, menacé d'expulsion à la suite du verdict, Flynn démissionne du Fianna Fáil avant d'en être exclu.